# Xylopteryx lemairei
Xylopteryx lemairei är en fjärilsart som beskrevs av Claude Herbulot 1984. Xylopteryx lemairei ingår i släktet Xylopteryx och familjen mätare. Inga underarter finns listade i Catalogue of Life.